# Oleg Reabciuk
Oleg Reabciuk (sinh ngày 16 tháng 1 năm 1998) là một cầu thủ bóng đá người Moldova thi đấu cho câu lạc bộ Bồ Đào Nha Paços de Ferreira và đội tuyển quốc gia Moldova, ở vị trí hậu vệ trái.

## Cuộc sống ban đầu
Sinh ra ở Moldova, anh di cư với gia đình đến Bồ Đào Nha lúc 4 tuổi.

## Sự nghiệp quốc tế
Vào ngày 27 tháng 3 năm 2018, Reabciuk ra mắt quốc tế cho Moldova. Anh chơi 65 phút trong thất bại giao hữu 1–2 trước Bờ Biển Ngà trước khi được thay ra.